# Marco Octávio
Pour les articles homonymes, voir Octávio.
Marco Octávio de Cerqueira Simoes Barbosa est un entraîneur brésilien de beach soccer.
Il remporte les sept premières éditions du Championnat du monde (1995-2001), six à la tête du Brésil et la dernière avec le Portugal.

## Biographie
Entraîneur du Brésil lors de ses 6 premiers titres de champion du monde. Il part entrainer le Portugal en 2001 et remporte une nouvelle fois la compétition, la première victoire non-brésilienne. En 2006, il entraine l'équipe de Chine.
En août 2007, Marco Octávio s'engage comme sélectionneur de l'équipe d'Iran de beach soccer. Il remplace Farshad Falahat Zade qui devient son adjoint.

## Palmarès

### Avec le Brésil
- Coupe du monde (6)
  - Vainqueur en 1995, 1996, 1997, 1998, 1999 et 2000

- BSWW Mundialito (4)
  - Vainqueur en 1994, 1997, 1999 et 2000
  - 3e en 1998

- Coupe latine (2)
  - Vainqueur en 1998 et 1999
  - 3e en 2000

- Copa América (6)
  - Vainqueur en 1994, 1995, 1996, 1997, 1998 et 1999

### Avec le Portugal
- Coupe du monde (1)
  - Vainqueur en 2001
  - Finaliste en 2002
  - 3e en 2003

- BSWW Mundialito (1)
  - Vainqueur en 2003
  - Finaliste en 2001 et 2002

- Coupe latine
  - Finaliste en 2001, 2002 et 2003

- Euro Beach Soccer League (1)
  - Vainqueur en 2002
  - Finaliste en 2001
  - 3e en 2003

- Euro Beach Soccer Cup (3)
  - Vainqueur en 2001, 2002 et 2003

### Avec l'Iran
- Coupe du monde
  - Quart de finaliste en 2013
  - Premier tour en 2007 et 2011

- Coupe intercontinentale (1)
  - Vainqueur en 2013

- Championnat d'Asie (1)
  - Vainqueur en 2013
  - 3e en 2007 et 2008